# Championnats d'Europe de course en montagne 2011
Navigation
2010 2012
Les championnats d'Europe de course en montagne 2011 sont une compétition de course en montagne qui s'est déroulée le 10 juillet 2011 à Bursa en Turquie. Il s'agit de la dix-septième édition de l'épreuve.

## Résultats
La course senior masculine s'est disputée sur un parcours de 12,0 km comportant un dénivelé positif de 1 245 m. Avec 74 coureurs au départ, l'épreuve est remportée par le coureur local Ahmet Arlsan qui remporte son cinquième titre d'affilée. Il devance de peu l'Italien Gabriele Abate. Le Portugais José Gaspar termine sur la troisième marche du podium. Il est par la suite disqualifié après être contrôlé positif lors d'un contrôle antidopage. C'est l'Italien Bernard Dematteis qui hérite de la troisième place. L'Italie remporte donc le classement par équipes devant la Turquie et la France.
La course féminine se dispute sur un parcours de 8,5 km avec 865 m de dénivelé positif, elle est remportée par la Suissesse Martina Strähl qui devance l'Italienne Antonella Confortola et la Slovène Lucija Krkoč. Le classement par équipes féminin est remporté par l'Italie qui devance la Russie et la Suisse.
L'épreuve junior masculine est disputée le même circuit que les seniors femmes, elle est remportée par le Turc Nuri Kömür. Le parcours junior féminin fait 3,4 km avec 395 m de dénivelé positif, la course est remportée par la Roumaine Denisa Dragomir.

### Seniors
| Rang               | Athlète              | Pays        | Temps           |
| ------------------ | -------------------- | ----------- | --------------- |
| Médaille d'or      | Ahmet Arlsan         | Turquie     | 58 min 08 s     |
| Médaille d'argent  | Gabriele Abate       | Italie      | 58 min 40 s     |
| Médaille de bronze | Bernard Dematteis    | Italie      | 59 min 41 s     |
| 4                  | Süleyman Büyükbezgin | Turquie     | 59 min 56 s     |
| 5                  | Alex Baldaccini      | Italie      | 1 h 00 min 25 s |
| 6                  | Andi Jones           | Royaume-Uni | 1 h 00 min 39 s |
| 7                  | Anders Kleist        | Suède       | 1 h 00 min 47 s |
| 8                  | Georges Burrier      | France      | 1 h 01 min 07 s |

| Rang               | Pays                                                                                          | Points |
| ------------------ | --------------------------------------------------------------------------------------------- | ------ |
| Médaille d'or      | Italie Gabriele Abate (2e) Bernard Dematteis (3e) Alex Baldaccini (5e) Martin Dematteis (23e) | 10     |
| Médaille d'argent  | Turquie Ahmet Arlsan (1er) Süleyman Büyükbezgin (4e) Deniz Kazan (27e)                        | 32     |
| Médaille de bronze | France Georges Burrier (8e) Saïd Jandari (13e) Didier Zago (15e) Julien Rancon (26e)          | 36     |

| Rang               | Athlète                    | Pays     | Temps       |
| ------------------ | -------------------------- | -------- | ----------- |
| Médaille d'or      | Martina Strähl             | Suisse   | 48 min 44 s |
| Médaille d'argent  | Antonella Confortola       | Italie   | 49 min 09 s |
| Médaille de bronze | Lucija Krkoč               | Slovénie | 49 min 24 s |
| 4                  | Valentina Belotti          | Italie   | 49 min 40 s |
| 5                  | Marina Ivanova             | Russie   | 49 min 57 s |
| 6                  | Pavla Schorná-Matyášová    | Tchéquie | 50 min 10 s |
| 7                  | Cristiana Alexandra Frumuz | Roumanie | 50 min 20 s |
| 8                  | Bernadette Meier           | Suisse   | 50 min 22 s |

| Rang               | Pays                                                                                            | Points |
| ------------------ | ----------------------------------------------------------------------------------------------- | ------ |
| Médaille d'or      | Italie Antonella Confortola (2e) Valentina Belotti (4e) Ornella Ferrara (16e) Alice Gaggi (20e) | 22     |
| Médaille d'argent  | Russie Marina Ivanova (5e) Svetlana Semova (11e) Zhanna Vokueva (12e) Galina Egorova (39e)      | 28     |
| Médaille de bronze | Suisse Martina Strähl (1re) Bernadette Meier (8e) Angela Haldimann-Riedo (29e)                  | 38     |

### Juniors
| Rang               | Athlète    | Pays    | Temps       |
| ------------------ | ---------- | ------- | ----------- |
| Médaille d'or      | Nuri Kömür | Turquie | 43 min 08 s |
| Médaille d'argent  | Sönmez Dağ | Turquie | 43 min 12 s |
| Médaille de bronze | Murat Orak | Turquie | 43 min 40 s |

| Rang               | Pays                                                                                        | Points |
| ------------------ | ------------------------------------------------------------------------------------------- | ------ |
| Médaille d'or      | Turquie Nuri Kömür (1er) Sönmez Dağ (2e) Murat Orak (3e) Münir Koçlardan (6e)               | 6      |
| Médaille d'argent  | Tchéquie Matěj Trávníček (7e) Pavel Ondrášek (15e) Jan Janů (17e)                           | 39     |
| Médaille de bronze | Italie Enrico Lembo (10e) Cesare Maestri (13e) Giovanni Olocco (20e) Andrea Pelissero (28e) | 43     |

| Rang               | Athlète         | Pays     | Temps       |
| ------------------ | --------------- | -------- | ----------- |
| Médaille d'or      | Denisa Dragomir | Roumanie | 21 min 43 s |
| Médaille d'argent  | Yasemin Can     | Turquie  | 22 min 08 s |
| Médaille de bronze | Sevilay Eytemiş | Turquie  | 22 min 16 s |

| Rang               | Pays                                                                 | Points |
| ------------------ | -------------------------------------------------------------------- | ------ |
| Médaille d'or      | Turquie Yasemin Can (2e) Sevilay Eytemiş (3e) Zeynep Atalay (9e)     | 5      |
| Médaille d'argent  | Roumanie Denisa Dragomir (1re) Rebeca Rus (5e) Adelina Moroita (24e) | 6      |
| Médaille de bronze | Autriche Susanne Mair (4e) Christina Mandlbauer (12e)                | 16     |